# Kamil Grosicki
Kamil Paweł Grosicki (* 8. Juni 1988 in Stettin) ist ein polnischer Fußballspieler.

## Vereinskarriere
Grosicki durchlief die Jugendmannschaften bei Pogoń Stettin und debütierte 2006 in der Profimannschaft in der Ekstraklasa. 2007 wechselte er zum polnischen Spitzenteam Legia Warschau. Hier kam er auf elf Ligaeinsätze und ein Tor. Im Jahr 2008 wechselte er leihweise  ins Ausland, zum FC Sion in die Schweiz. Allerdings konnte er sich hier nicht durchsetzen und kehrte 2009 nach Polen zu Jagiellonia Białystok zurück. Hier war er seitdem Stammspieler und konnte mit Jagiellonia den polnischen Pokal, wie auch den polnischen Supercup gewinnen. Nach drei Jahren in der Türkei bei Sivasspor wechselte Grosicki am 24. Januar 2014 nach Frankreich zu Stade Rennes. Obwohl er in den meisten Rückrundenspielen zum Einsatz kam und mit Rennes auch im Pokalfinale stand, konnte er sich in der ersten Halbsaison noch nicht vollständig durchsetzen. Auch in der neuen Saison lief es noch nicht reibungslos und dann warf ihn ein Handbruch zurück, deswegen konnte er vier Monate nicht trainieren. Und obwohl er in der verbleibenden Rückrunde noch drei Tore vorbereitete, wartete er nach eineinhalb Jahren noch immer auf seinen ersten Treffer in der Ligue 1. Der kam schließlich am zweiten Spieltag der Saison 2015/16 mit einem Jokertor zum 1:0-Sieg gegen den HSC Montpellier und damit kam auch der Durchbruch. In insgesamt 33 Spielen erzielte er in dieser Spielzeit 9 Tore und gab 4 Torvorlagen. Im Januar 2017 wechselte er zu Hull City. Er kam in dreieinhalb Jahren auf 119 Ligaspiele und 24 Tore. Anschließend zog es ihn im Jahr 2020 zu West Bromwich Albion.

## Nationalmannschaft

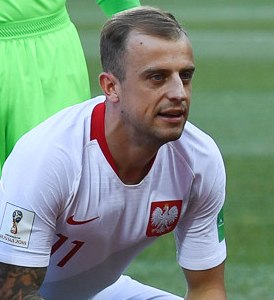
Grosicki mit Polen im 2018

Grosicki debütierte in der polnischen Fußballnationalmannschaft am 2. Februar 2008 bei dem 1:0 gegen Finnland, als er in der 80. Minute für Marek Zieńczuk eingewechselt wurde. Ein weiteres Freundschaftsspiel absolvierte er noch, für die Europameisterschaft im selben Jahr wurde er aber nicht berücksichtigt. Danach kam er auch nur sporadisch zum Einsatz, erst 2011 absolvierte er mehrere Spiele in Folge.
In der Vorbereitung zur Europameisterschaft 2012, bei der Polen Mitgastgeber war, wurde er dann noch mehrfach getestet und schließlich ins EM-Aufgebot aufgenommen. Im dritten Vorrundenspiel gegen Tschechien wurde er im letzten Drittel eingewechselt, konnte aber auch nicht mehr mithelfen, die 0:1-Niederlage und damit das Ausscheiden seines Landes zu verhindern.
Nach einer längeren, verletzungsbedingten Nationalmannschaftspause kehrte Grosicki 2014 zur Qualifikationsphase für die Europameisterschaft in Frankreich wieder zurück. Er wurde zum Stammspieler und wurde erneut ins EM-Aufgebot Polens berufen. In 2 der 3 Gruppenspiele kam er erst in der Schlussphase als Einwechselspieler zum Einsatz, nur gegen Deutschland stand er in der Startelf. Im Achtel- und im Viertelfinale gehörte er ebenfalls zur Startaufstellung und sowohl gegen die Schweiz als auch gegen Portugal gab er die Vorlage für die polnische 1:0-Führung. Gegen Portugal verlor man die Partie im Elfmeterschießen.
Bei der Weltmeisterschaft 2018 in Russland gehörte er zum polnischen Aufgebot. Er wurde in allen Gruppenspielen eingesetzt und schied mit der Mannschaft nach der Gruppenphase aus.

## Erfolge
- Polnischer Pokalsieger: 2008, 2010
- Polnischer Supercupsieger: 2010